# 胡帆 (作家)
胡帆，陶渊明诗社创始人，致力于传记文学创作。

## 主要作品
- 《千古知音》（开国总理周恩来传记）
- 《携手风雨》（五四运动学生领袖许德珩传记）
- 《大漠孤烟》（两弹元勋邓稼先传记）
- 《杏花消息风雨中》（全国人大常委会副委员长九三学社中央主席韩启德传记）